# 二甲苯蓝
二甲苯蓝(xylene cyanol)又称二甲苯青，可以被用于作为琼脂糖凝胶电泳和聚丙烯酰胺凝胶电泳的标记物，相似的，溴酚蓝和橙黄G也可以用于该用途。

## 迁移速度
在1%的凝胶中，二甲苯蓝以4000个DNA碱基对的速率迁移。

## 共轭
由于二甲苯蓝中含有数量巨大的单双健交替结构，二甲苯蓝分子被认为是高度共轭的。